# Gerbéviller
Gerbéviller és un municipi francès situat al departament de Meurthe i Mosel·la i a la regió del Gran Est. L'any 2007 tenia 1.368 habitants.

## Demografia

### Població
El 2007 la població de fet de Gerbéviller era de 1.368 persones. Hi havia 500 famílies, de les quals 136 eren unipersonals (72 homes vivint sols i 64 dones vivint soles), 152 parelles sense fills, 160 parelles amb fills i 52 famílies monoparentals amb fills.
La població ha evolucionat segons el següent gràfic:
Habitants censats

### Habitatges
El 2007 hi havia 591 habitatges, 509 eren l'habitatge principal de la família, 21 eren segones residències i 61 estaven desocupats. 449 eren cases i 140 eren apartaments. Dels 509 habitatges principals, 346 estaven ocupats pels seus propietaris, 146 estaven llogats i ocupats pels llogaters i 17 estaven cedits a títol gratuït; 31 tenien una cambra, 13 en tenien dues, 54 en tenien tres, 109 en tenien quatre i 302 en tenien cinc o més. 335 habitatges disposaven pel capbaix d'una plaça de pàrquing. A 220 habitatges hi havia un automòbil i a 213 n'hi havia dos o més.

### Piràmide de població
La piràmide de població per edats i sexe el 2009 era:
| Homes | Edats   | Dones |
| ----- | ------- | ----- |
| 0     | 95 o +  | 8     |
| 0     | 90 a 94 | 24    |
| 12    | 85 a 89 | 40    |
| 20    | 80 a 84 | 36    |
| 32    | 75 a 79 | 56    |
| 16    | 70 a 74 | 52    |
| 40    | 65 a 69 | 40    |
| 20    | 60 a 64 | 16    |
| 28    | 55 a 59 | 16    |
| 48    | 50 a 54 | 64    |
| 44    | 45 a 49 | 40    |
| 40    | 40 a 44 | 24    |
| 40    | 35 a 39 | 32    |
| 48    | 30 a 34 | 44    |
| 44    | 25 a 29 | 52    |
| 20    | 20 a 24 | 28    |
| 36    | 15 a 19 | 68    |
| 56    | 10 a 14 | 36    |
| 36    | 5 a 9   | 48    |
| 40    | 0 a 4   | 44    |

## Economia
El 2007 la població en edat de treballar era de 805 persones, 551 eren actives i 254 eren inactives. De les 551 persones actives 501 estaven ocupades (279 homes i 222 dones) i 50 estaven aturades (20 homes i 30 dones). De les 254 persones inactives 91 estaven jubilades, 89 estaven estudiant i 74 estaven classificades com a «altres inactius».

### Ingressos
El 2009 a Gerbéviller hi havia 501 unitats fiscals que integraven 1.269 persones, la mediana anual d'ingressos fiscals per persona era de 16.205 €.

### Activitats econòmiques
Dels 53 establiments que hi havia el 2007, 3 eren d'empreses extractives, 1 d'una empresa alimentària, 3 d'empreses de fabricació d'altres productes industrials, 3 d'empreses de construcció, 12 d'empreses de comerç i reparació d'automòbils, 4 d'empreses de transport, 1 d'una empresa d'hostatgeria i restauració, 1 d'una empresa d'informació i comunicació, 1 d'una empresa financera, 2 d'empreses immobiliàries, 8 d'empreses de serveis, 11 d'entitats de l'administració pública i 3 d'empreses classificades com a «altres activitats de serveis».
Dels 12 establiments de servei als particulars que hi havia el 2009, 1 era una gendarmeria, 1 oficina de correu, 1 una oficina bancària, 1 taller de reparació d'automòbils i de material agrícola, 1 autoescola, 1 paleta, 1 lampisteria, 1 electricista, 2 perruqueries, 1 veterinari i 1 agència immobiliària.
Dels 3 establiments comercials que hi havia el 2009, 1 era una botiga de menys de 120 m², 1 una fleca i 1 una peixateria.
L'any 2000 a Gerbéviller hi havia 8 explotacions agrícoles que ocupaven un total de 1.048 hectàrees.

## Equipaments sanitaris i escolars
El 2009 hi havia 1 centre de salut i 1 farmàcia.
El 2009 hi havia una escola elemental. Gerbéviller disposava d'un col·legi d'educació secundària amb 281 alumnes.

## Poblacions més properes
El següent diagrama mostra les poblacions més properes.